# Pasul Cârlibaba
Pasul Cârlibaba (numit și Pasul Bobeica) este o trecătoare situată în Carpații Orientali pe DC86A la 1225 m altitudine, care traversează Obcina Mestecănișului legând valea Bistriței Aurii de cea a Sucevei.

## Date geografice
Trecătoarea unește comunele sucevene Cârlibaba și Izvoarele Sucevei, fiind situată pe culmea dintre vârfurile Bobeica (1382 m altitudine, spre nord-vest) și Hrobi (1507 m altitudine, spre sud-est), între satele Iedu și Bobeica situate spre sud, respectiv nord-est.
Drumul care traversează pasul este nemodernizat, chiar dacă a existat intenția de a o face.
Cele mai apropiate stații de cale ferată sunt la Pojorâta, respectiv la Brodina și Molodovița, pe liniile secundare 502 respectiv 515 și 514.
Cel mai apropiat aeroport se află la Suceava.
În arealul comunei Izvoarele Sucevei se mai află trecătorile Izvor și Pohoniș, iar în apropiere se află pasurile Mestecăniș – spre sud, Pașcanu  și Curmătura Boului – spre sud-est, Prislop – spre vest și Ciumârna – spre est.

## Repere
În martie 1241 în timpul Marii Invazii Mongole, o coloană tătară trece în Transilvania prin Pasul Cârlibaba.
În 1529 premergător Bătăliei de la Feldioara, este menționată trecerea prin pasul Cârlibaba spre Principatul Transilvaniei a unui corp de oaste condus de pârcălabul Romanului, Danciul Huru și de portarul Sucevei, Onufrie Barbovschi.

## Obiective turistice de interes situate în apropiere
- Cheile Lucavei
- Cheile Tătarcei
- Mănăstirea Moldovița
- Tinovul Găina - Lucina
- Rezervația Răchitișul Mare
- Piatra Țibăului